# Крістіна Нягу
Крістіна Нягу (рум. Cristina Georgiana Neagu, 26 серпня 1988) — румунська гандболістка. У 2017 році Крістіна Нягу стала почесним громадянином міста Бухарест.